# Métallurgie en Afrique ancienne
La métallurgie en Afrique ancienne correspond à la période où la métallurgie du cuivre puis du fer s'est développée en Afrique subsaharienne. La métallurgie est apparue indépendamment durant la Préhistoire récente dans plusieurs régions du monde. L'Afrique subsaharienne a développé une métallurgie du cuivre puis une métallurgie du fer, sans connaitre d'Âge du bronze. Le fer a peut-être été travaillé en Afrique plusieurs siècles avant que les Hittites ouvrent l'Âge du fer en Eurasie, vers 1200 av. J.-C..

## Métallurgie du cuivre

### Origines
On a longtemps cru que l'Afrique subsaharienne n'avait pas connu de métallurgie du cuivre avant le XIXe siècle et qu'elle était passée directement du Néolithique à l'Âge du fer ou bien qu'elle avait commencé à fondre le fer et le cuivre à peu près en même temps. Des artefacts en cuivre, découverts en Nubie, sont la preuve la plus ancienne de l'existence de techniques de fusion de métal en Afrique subsaharienne. On pense désormais que la fusion du cuivre a été introduite en Nubie depuis l'Égypte à l'époque de l'Ancien Empire.
La principale preuve à l'appui de cette affirmation est l'existence d'un avant-poste égyptien, établi à Bouhen aux alentours de 2600 av. J.-C., où l'on fondait le cuivre des mines de Nubie. Un four à creuset, datant de -2300 / -1990, utilisé pour la technique de fonte à la cire perdue, a été découvert dans l'enceinte du temple de Kerma ; la source de l'étain qui y était aussi utilisé n’est pas connue. Au cours du millénaire qui suivit, les Nubiens développèrent une grande habileté en matière de travail du cuivre et d'autres métaux.
Des découvertes faites à Agadez, dans le nord du Niger, montrent des traces d'une activité de métallurgie du cuivre vers 2000 av. J.-C. Ces dates précèdent celles concernant l'usage du fer de quelques milliers d'années. La métallurgie du cuivre semble être une invention autochtone car il n'existe aucune preuve évidente en dehors de la Nubie d'une influence venue d'Afrique du Nord. De plus la période « humide » touchant le Sahara était terminée, ce qui entravait les interactions humaines. La métallurgie du cuivre semble ne pas avoir été pleinement développée, ce qui ne plaide pas en faveur d'une origine extérieure. Les populations utilisaient le cuivre natif et expérimentèrent différents types de fours pour la fonte de minerai entre -2500 et -1500.
La métallurgie du cuivre a aussi été attestée à Akjoujt, dans l'ouest de la Mauritanie. Le site d'Akjoujt est plus récent que celui d'Agadez, il date de -850 environ. Il existe des preuves d'une activité d'extraction entre -850 et -300. La datation au radiocarbone de la mine de la « Grotte aux chauves-souris » montre que l'extraction et la fonderie de malachite furent pratiquées au début du ve siècle Un grand nombre d'artefacts, tels que des pointes de flèche, des fers de lance, des ciseaux, des poinçons et des haches plano-convexes ainsi que des bracelets, des perles et des boucles d'oreille ont été découverts dans les sites néolithiques de la région.
Établir des dates pour la zone tropicale de l'Afrique a été très difficile. Il n’existe pas de datation pour les mines de cuivre du Nigeria pré-colonial et la date la plus ancienne quant à l'Afrique au sud de l'équateur est 345 apr. J.-C., dans la zone de la Navyundu, près de Lubumbashi, en actuelle République démocratique du Congo. La mine de Kansanshi, en actuelle Zambie et celle de Kipushi, en actuelle République démocratique du Congo, datent d'entre le ve et le xiie siècles. Les sites plus au sud sont plus récents, ainsi la mine de Thakadu au Botswana donne-t-elle des dates entre 1480 et 1680 et les principales autres mines au Botswana, en Namibie et en Afrique du Sud restent non datées.

### Mines

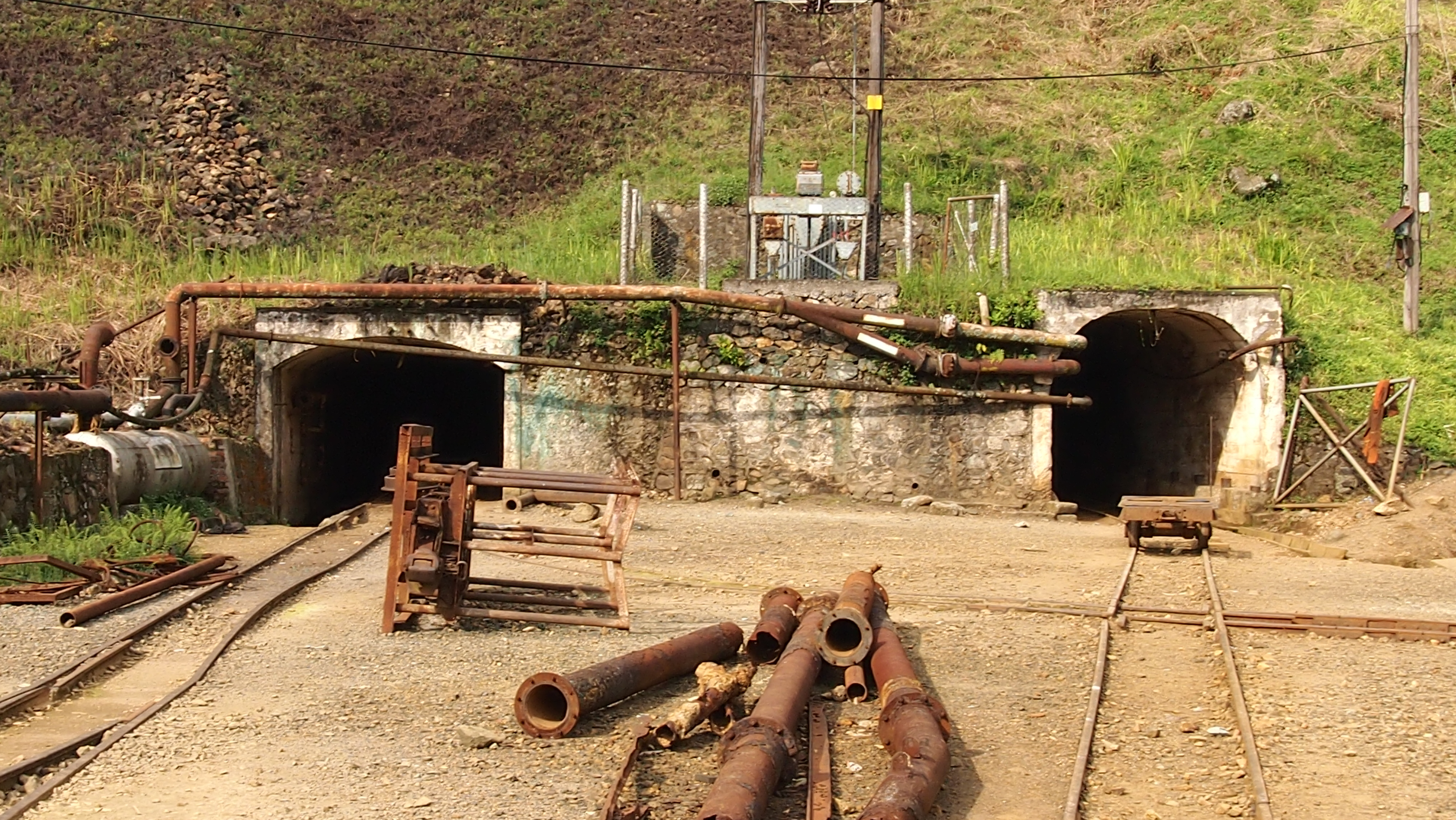
Mine de Kilembe en Ouganda.

Le minerai de cuivre est cantonné à quelques sites en Afrique de l'ouest, Afrique centrale et australe ; quelques-uns sont parmi les plus riches du monde. À l'ouest, le cuivre ne se trouve que dans la région aride du Sahel et du sud du Sahara. Les principales mines sont les suivantes :
1. Akjoujt en Mauritanie ;
2. Nioro du Sahel et Sirakoro au nord du Mali ;
3. le Massif de l'Aïr près d'Azelik et d'Agadez au Niger.

Il n'y a pas d'autres mines connues en Afrique de l'ouest tropicale ; néanmoins il existe des traces du travail du cuivre et du plomb dans le fossé de la Bénoué, au sud-est du Nigeria. À l'exception de quelques endroits près de Kilembe en Ouganda et au Rwanda, il n'y a pas de mine de cuivre en Afrique de l'Est. La plus grande concentration trouvée en Afrique est celle de l'arc cuprifère katangais, partie de l'arc lufilien ; il s’agit d'un croissant de 800 km, qui va de la copperbelt zambienne jusqu'au sud de la province du Katanga, en République démocratique du Congo.

### Extraction et traitement
Les premiers mineurs africains s'intéressèrent plus au cuivre sous forme d'oxydes et de carbonates qu'à celui sous forme de sulfures car les deux premières formes sont plus faciles à fondre pour obtenir du cuivre métallique que la dernière. Les sulfures sont plus complexes à réduire et nécessitent des étapes multiples pour ce faire, ils ont donc le plus souvent été négligés par les mineurs africains. Des méthodes complexes de forage profond ou des outils spéciaux n'étaient pas nécessaires pour les oxydes car ils sont naturellement et structurellement affaiblis par le processus de décomposition et ils contiennent les minerais les plus souhaitables.
Les mines de cuivre sont le plus souvent à ciel ouvert ou bien des mines à cavités couvertes, quoique ces dernières soient rares dans le domaine de l'extraction du cuivre en Afrique. Il existe plusieurs comptes rendus ethnographiques concernant l'extraction du cuivre et ils semblent tous témoigner du même niveau technologique. Les variantes sont relatives aux conditions géologiques et aux compétences des mineurs et, quoique les techniques semblent simples, elles permirent l’extraction de grandes quantités de minerai à haute teneur. Il y a plus de variations dans les processus de fonderie que dans les techniques d'extraction.
Le minerai le plus commun en Afrique est la malachite, et le combustible utilisé est le charbon de bois obtenu à  partir de feuillus.

### Le cuivre à travers le continent

#### Afrique centrale et australe
En Afrique de l'Ouest le cuivre était utilisé comme moyen d'échange, en tant que symbole du statut social et de la royauté, en joaillerie, ainsi que dans des fonctions rituelles notamment issues des traditions bantoues établies préalablement à l'expansion de ces derniers vers l'Afrique centrale. L'utilisation du cuivre au moment de l'âge du fer en Afrique centrale est plus due à la demande indigène qu'à une demande extérieure et cette utilisation est le marqueur d'un changement social et politique notable.
Le cuivre est considéré comme un métal de prestige en Afrique centrale et australe. En Afrique centrale, on l'a trouvé à des endroits où il n'est pas produit, ce qui implique une forme de commerce et d'échange. La majeure partie des artefacts retrouvés suggèrent que le cuivre était destiné à des usages décoratifs. Les données disponibles montrent qu'avant le XVe siècle, au Zimbabwe, à l'âge du fer, le cuivre avait une plus grande valeur que l'or ; la date pourrait même être repoussée avec de récentes datations au radiocarbone.
On pense qu'au travers du commerce avec l'Inde puis le Portugal, les populations de ce qui est actuellement le Zimbabwe ont valorisé l'or comme métal précieux mais ce dernier n'a pas remplacé le cuivre. Les sources archéologiques et documentaires tendent sans doute à privilégier les éléments non périssables au détriment des produits du pastoralisme et de l'agriculture qui étaient les fondements de l'activité des populations de l'âge du fer. Il est cependant certain que le cuivre occupa une part importante dans les échanges économiques de l'Afrique centrale et australe.
Les villes tswana de la période pré-coloniale en Afrique du Sud, telle Marothodi, près du Parc national du Pilanesberg, montrent une continuité dans la production de cuivre natif jusqu'aux débuts du XIXe siècle.

#### Afrique de l'Est
Le cuivre est quasiment absent de l'intérieur de l'Afrique de l'Est, à quelques exceptions telles que Kilwa Kisiwani en Tanzanie et le site médiéval nubien de Fostat ; il n'existe pas suffisamment d'informations pour trouver trace du cuivre sur la côte swahilie.

#### Afrique de l'Ouest
On ne connaît, en Afrique de l'Ouest, que deux sources produisant du cuivre de manière commercialement viable : Dkra, près de Nioro au Mali et Takedda en Azelik, au Niger. Akjoujt fut une mine importante mais, faute de bois, elle perdit son rang au début de la période historique. Les approvisionnements en cuivre pour l'Afrique de l'ouest provenaient du sud marocain, du nord-ouest de la Mauritanie, de l'empire byzantin et d'Europe centrale.
Il existe de nombreux documents relatifs au commerce du cuivre en Afrique de l'Ouest ; mais les voyageurs qui écrivirent ces textes fréquentèrent uniquement les centres politiques et nous n'avons pas d'information sur les populations qui vivaient en dehors de ces endroits, dans la savane et dans les zones forestières et sur leur manière d'utiliser ce métal. Les commerçants arabes et européens nous renseignent sur le fait que les principales marchandises demandées sur les marchés de l'ouest africain étaient le sel et le cuivre. Il y a un manque d'informations sur les zones de savanes et de forêts et notre connaissance de la diffusion du cuivre est donc parcellaire.
Malgré de riches ressources en or, les personnes de la haute société étaient enterrées avec des objets funéraires en cuivre. Les seuls sites datant d'avant 1500 où l'on retrouve de l'or sont Djenné, Tadeoust et quelques tumuli au Sénégal.

## Métallurgie du fer

### Preuves archéologiques de l'origine et de la diffusion du travail du fer en Afrique
Quoique l'origine du travail du fer en Afrique ait retenu l'intérêt des chercheurs depuis les années 1860, il n'est pas encore aujourd'hui formellement établi si cette technique a diffusé depuis la région méditerranéenne vers l'Afrique subsaharienne ou si elle a été inventée indépendamment dans d'autres endroits du continent. Plusieurs chercheurs européens du XIXe siècle ont soutenu l'hypothèse d'une apparition du travail du fer en Afrique subsaharienne, mais les archéologues qui écrivirent entre 1945 et 1965 étaient plus généralement favorables soit à l'idée d'une diffusion de la technologie de la fonte du fer depuis Carthage, à travers le Sahara jusqu'en Afrique de l'Ouest, soit à la thèse d'une diffusion depuis Méroé, sur le haut-Nil, jusqu'en Afrique centrale voire aux deux à la fois.
L'invention de la datation par le carbone 14 dans les années 1950 permit de dater les sites métallurgiques d'Afrique subsaharienne puisque le combustible utilisé pour la fusion et le forgeage est du charbon. Au début des années 1960, quelques datations au radiocarbone étonnamment éloignées furent obtenues pour des sites de fonderie de fer au Nigeria et au centre de l'Afrique (Rwanda, Burundi). Cela conduisit certains chercheurs à affirmer que le travail du fer avait été inventé en Afrique subsaharienne,. Ces conclusions étaient prématurées car, à ce moment, il n'y avait pas de preuves formelles d'un travail du fer durant l'Antiquité à Carthage ou Méroé. Les preuves d'une activité de fonte de fer en Méditerranée occidentale (900-800 av. J.-C.) ne furent apportées que dans les années 1990 et on ne sait toujours pas si le travail du fer fut d'abord pratiqué dans le royaume de Koush ou à Méroé en actuel Soudan.
Au milieu des années 1970 il y eut de nouvelles affirmations concernant l'invention précoce de la fonte du fer au Niger central,, et, entre 1994 et 1999, l'UNESCO créa l'initiative « Les routes du fer en Afrique » afin d'étudier les origines et la diffusion de la métallurgie du fer en Afrique. Une conférence fut organisée et un ouvrage fut publié par l'UNESCO ; il fit controverse car il ne contenait que des communications d'auteurs favorables à la thèse de l'origine autochtone du travail du fer en Afrique subsaharienne.
Deux recensions majeures des preuves concernées furent publiées au milieu des années 2000,. Les deux auteurs conclurent qu'il y avait des failles techniques importantes dans les recherches qui tendaient à prouver cette origine indépendante. Trois problèmes majeurs furent identifiés. Le premier concernait le fait de savoir si le matériau daté était bien un résidu du travail du fer. La plupart des dates obtenues pour les sites du Niger, par exemple, l'ont été sur la base de matériaux organiques présents sur des tessons trouvés à la surface du sol en même temps que les objets en fer. Le second problème était relatif à un possible effet « carbone ancien » avec du bois ou du charbon beaucoup plus anciens que l'époque à laquelle ils furent utilisés. C'est une problématique particulière au Niger, où les souches carbonisées d'arbres anciens sont des sources potentielles de charbon, parfois incorrectement identifiées comme des sites destinés à la fusion du métal. Un troisième problème est inhérent à l'imprécision de la datation au radiocarbone pour la période allant de 800 à 400 av. J.-C. du fait de la production irrégulière de radiocarbone dans la haute atmosphère. Malheureusement la plupart des dates obtenues par datation au radiocarbone quant à la diffusion de la métallurgie du fer en Afrique subsaharienne sont comprises dans cet intervalle.
La controverse repartit de plus belle avec la publication en 2008 des résultats des fouilles menées par Étienne Zangato et ses collègues en République Centrafricaine. Sur le site d'Ôboui, fut trouvée une forge de métal, datée de 2000 ans avant J.-C. grâce à huit datations par radiocarbone cohérentes et convergentes. Cela ferait d'Ôbui le plus ancien site au monde où le fer aurait été travaillé et l'éloignerait de près d'un millénaire des autres preuves recueillies jusqu'alors en Afrique centrale. La communauté des archéologues africains est profondément divisée sur le sujet. Certains acceptent l'interprétation, mais il a aussi été suggéré qu'Ôbui est un site qui a été profondément perturbé, où du charbon ancien aurait été remonté au niveau du sol par le creusement de puits. Des questions se sont posées aussi quant à l'exceptionnel état de préservation des pièces métalliques, censément très anciennes, retrouvées sur le site.
En résumé il n'existe pas de preuves admises par tous à propos d'une diffusion du travail du fer du nord vers le sud (thèse diffusionniste), pas plus qu'il n'en existe quant à son origine autochtone en Afrique subsaharienne. Compte tenu des multiples problèmes que pose la datation au radiocarbone pour la période du Ier millénaire av. J.-C., les archéologues sont amenés à utiliser la datation par thermoluminescence sur la terre cuite provenant des fourneaux.

#### L'hypothèse bantoue
L'origine du travail de la fonte de fer est difficile à établir à l'aide de la méthode au radiocarbone mais il est plus aisé de suivre sa diffusion après 400 ap. J.-C. Dans les années 1960 il a été suggéré que la métallurgie du fer s'était diffusée grâce aux bantous, dont le foyer originel se trouve, selon les linguistes, dans la vallée de la Bénoué, aux confins de l'est du Nigeria et de l'ouest du Cameroun. Depuis, il a été démontré qu'il n'y avait pas de termes concernant le fer ou le travail du fer dans le proto-bantou reconstitué. Cela montre que la capacité à travailler le fer a été acquise après le début de l'expansion bantoue.
Le linguiste Christopher Ehret soutient que le lexique relatif au travail du fer provient de langues soudaniques centrales, probablement de la région des actuels Ouganda et Kenya, tandis que Jan Vansina avance que ces mots trouvent leur origine dans les langues non-bantoues du Nigeria et que la métallurgie du fer a été diffusée par les bantouphones, qui s'étaient déjà répandus dans la forêt pluviale du Congo et dans la région des grands lacs.
Quelle que soit la bonne interprétation, les preuves archéologiques indiquent clairement que la technologie du fer et la culture des céréales (mil, sorgho) se répandent conjointement, à partir du Ier siècle av. J.-C., depuis le sud de la Tanzanie et le nord de la Zambie vers le sud jusqu'à la région du Cap, en actuelle Afrique du Sud, où elles arrivent au iiie ou IVe siècle. Il est hautement probable que cette diffusion conjointe soit consécutive à la vaste migration des bantouphones.

### Techniques
Toutes les techniques indigènes de fusion du fer sont des variantes de la technique du bas fourneau. L'éventail des techniques à bas fourneaux est plus large en Afrique qu'ailleurs dans le monde, probablement parce qu'elles ont continué à être utilisées jusqu'au XXe siècle dans plusieurs endroits d'Afrique subsaharienne alors qu'elles ont été supplantées, en Europe et en Asie, par la technique du haut fourneau. La compilation d'informations concernant les bas fourneaux en Afrique au cours des 250 années passées, réalisée par W. W. Cline sur la base de témoignages oculaires, est inestimable et a été complétée par des études d'archéologie et d'ethnoarchéologie plus récentes. Les fourneaux utilisés aux xixe et xxe siècles se situent dans la gamme des fourneaux à petit foyer, creusés dans le sol et ventilés par des soufflets pour des fourneaux allant jusqu'à 1,5 m de haut ; les fourneaux plus haut, allant jusqu'à 6,5 m de haut, sont à tirage naturel (sans soufflet). La remarquable variété des bas fourneaux africains reflète probablement les adaptations locales à la nature des minerais disponibles, aux conditions écologiques et sociales ainsi qu'à la disponibilité de la force de travail.
Le minerai utilisé dans la plus grande partie de l'Afrique tropicale est la latérite, largement présente dans les cratons d'Afrique de l'Ouest, d'Afrique centrale et d'Afrique australe. Les sables à magnétite sont utilisés dans les zones plus montagneuses, après enrichissement afin d'augmenter la teneur en fer. Les métallurgistes du fer de l’époque pré-coloniale en actuelle Afrique du Sud fondaient même un minerai fait d'un mélange de fer et de titane qui ne peut être utilisé dans les hauts fourneaux modernes. Cela est dû au fait que l'oxyde de titane n'est pas réduit dans les bas fourneaux, il se mélange facilement avec le fer et la silice pour produire des scories fluides. Dans les hauts fourneaux l'oxyde de titane est partiellement réduit et le mélange calcium, magnésium, silice, alumine devient collant et difficile à évacuer du four. Les bas fourneaux sont moins productifs que les hauts fourneaux mais ils sont plus polyvalents.

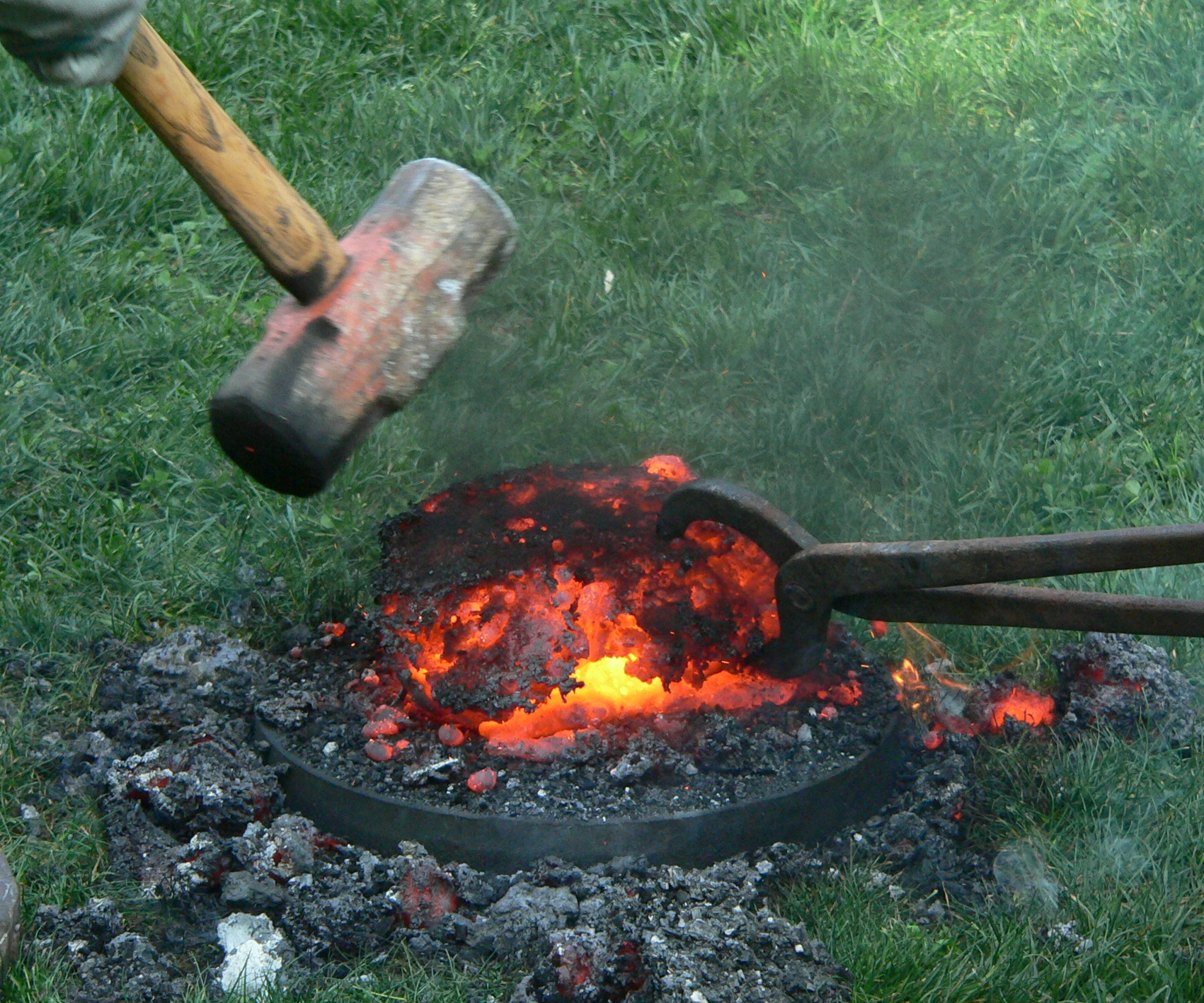
Reconstitution du cinglage d'une loupe de bas fourneau.

Le charbon est le combustible invariablement utilisé et les produits issus des bas fourneaux sont une loupe de métal et du laitier. Les métallurgistes africains produisaient des loupes inhomogènes, particulièrement avec les fourneaux à tirage naturel. La loupe contenait inévitablement des scories et, après extraction, elle devait être réchauffée et martelée (cinglée) pour les éliminer. Des barres de fer ou d'acier semi-finies ont été largement commercialisées dans certaines régions d'Afrique de l'Ouest, comme à Sukur, à la frontière du Cameroun et du Nigeria, qui, au cours du XIXe siècle, exportait chaque année des milliers de barres au nord du bassin du lac Tchad. De nombreux métallurgistes produisaient des loupes d'acier, mais il existe peu d'indices montrant que la technique de la trempe et du revenu (qui visent à durcir le matériau) étaient utilisées ; il n'y a pas plus de traces de la fabrication d'outils composites combinant un acier dur tranchant avec du fer doux. Cependant, il n'y a eu que peu de travaux de métallographie menés sur des outils africains en fer jusqu'à présent et ces constatations seront peut-être revues dans le futur.

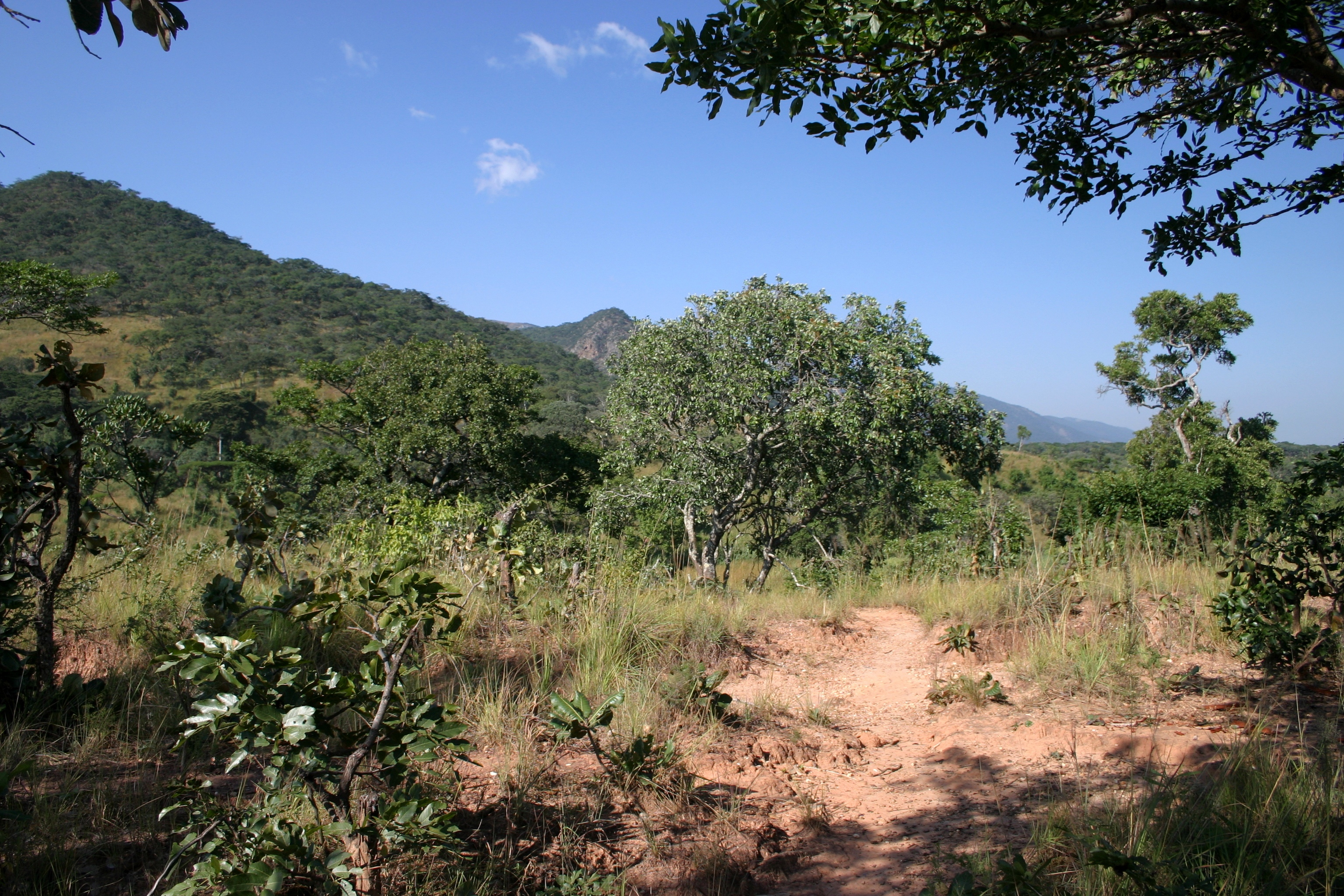
Paysage de la savane boisée miombo.

À la différence de leurs homologues en Europe, Inde et Chine, les métallurgistes africains n'utilisaient pas l'eau comme moteur pour leurs soufflets destinés aux fourneaux trop gros pour les soufflets manuels. Cela est en partie dû au fait que le potentiel hydro-mécanique de la zone subsaharienne est inférieur mais aussi parce qu'ils n'avaient pas les techniques d'ingénierie permettant de convertir les mouvements rotatifs en mouvements linéaires. Ils inventèrent à la place un moyen pour augmenter la taille de leurs fourneaux et donc la quantité de métal produite par charge, sans utiliser de soufflets : ce sont les fourneaux à tirage naturel. Ils permettent d'atteindre les températures nécessaires à la formation et au drainage des scories sans injection d'air forcée grâce à un effet de cheminée, l'air chaud s'échappant du haut du four attirant l'air frais à travers les ouvertures percées à sa base. Ces fourneaux à tirage naturel ne doivent pas être confondus avec les fourneaux « à vent » qui sont toujours de petite taille. Le fourneau à tirage naturel fut l'invention africaine en matière de métallurgie ferreuse et elle se répandit largement. Les fourneaux à tirage naturel sont caractéristiques des savanes boisées africaines et ont été utilisés dans deux zones géographiques : une ceinture traversant d'ouest en est les zones boisées du Sahel depuis le Sénégal jusqu'au Soudan d'une part et, d'autre part, les savanes dites miombo (peuplement de Brachystegia et de Julbernardia) du sud de la Tanzanie et du nord du Zimbabwe.
Le plus ancien fourneau à tirage naturel découvert à ce jour se trouve au Burkina Faso et date du viie ou viiie siècle. Les grandes quantités de scories (10 000 à 60 000 tonnes) retrouvées au Togo, au Burkina Faso et au Mali témoignent de l'importante expansion de la production de fer en Afrique de l'Ouest après l'an mil, associée à celle des fourneaux à tirage naturel,.
Toute la production à large échelle ne provient cependant pas uniquement de fourneaux à tirage naturel. Celle de Méroé (actuel Soudan, ier au ve siècle) était obtenue dans des fourneaux à soufflet et scories coulées et l'importante industrie du fer dans les grassland du Cameroun au xviiie et xixe siècles utilisait des fourneaux à soufflet à scories non coulées. La production à grande échelle concernait essentiellement la zone soudano-sahélienne, du Sénégal à l'ouest au Soudan à l'est ; il n'y a pas de concentration de sites de fonte du fer d'un niveau similaire en Afrique centrale ou australe.
Ces techniques sont désormais abandonnées en Afrique subsaharienne, sauf en quelques régions très reculées d'Éthiopie. Dans la plupart des endroits elles cessèrent d'être utilisées avant 1950 du fait de la disponibilité croissante du fer provenant d'Europe. Des forgerons continuent à exercer dans les zones rurales pour confectionner et réparer des outils agricoles, mais le métal qu'ils utilisent est importé ou provient du recyclage (de vieux véhicules à moteur par exemple).

### Usages

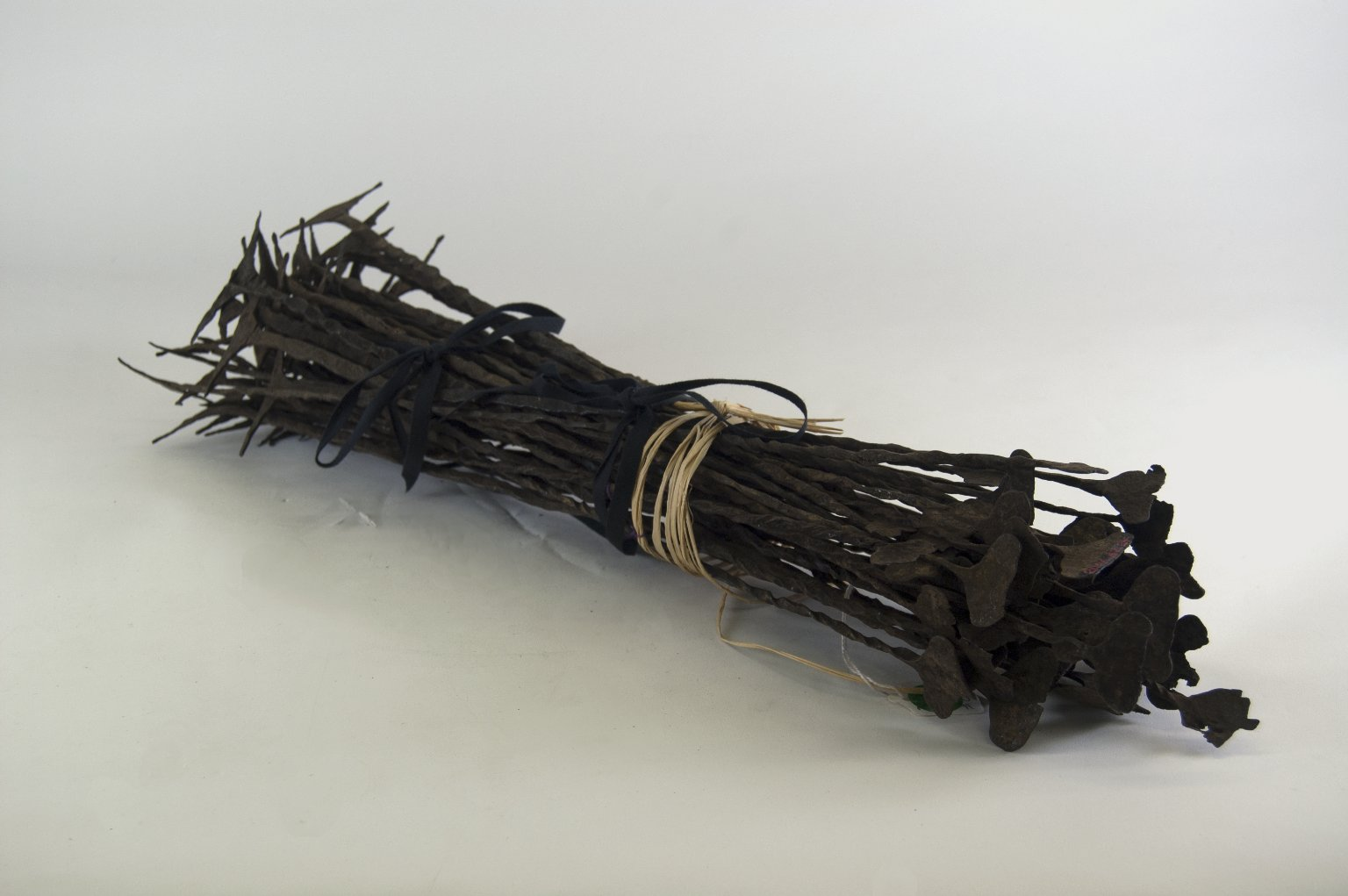
Guinzé (monnaie faite de tiges de fer), XIXe siècle.

Le fer ne fut pas le seul métal utilisé en Afrique, le cuivre et le laiton le furent aussi largement. La propagation massive du fer s'explique par ses propriétés supérieures dans différents usages. Sa durabilité meilleure que celle du cuivre entraîne qu'il fut utilisé pour de nombreux outils depuis les outils agricoles jusqu'aux armes. Outre les outils, il fut aussi utilisé en joaillerie et dans d'impressionnantes œuvres d'art. Il fut utilisé sous forme de pièces de monnaie et, sous diverses formes, comme moyen de paiement, par exemple sous forme de guinzé, fagots de tiges de fer allant de 30 cm à 2 m. On imagine qu'ils étaient utilisés pour les dots mais aussi que c'était une forme commode pour les transporter après quoi ils pouvaient être fondus et transformés pour confectionner des objets. Il existait différentes formes de monnaies en fer, avec des variétés régionales quant à leur forme et leur valeur. Le fer ne remplace pas d'autres matériaux, comme la pierre et des outils en bois, mais le volume de production et la variété des usages rencontrés étaient significativement élevé par comparaison.

### Influence sociale et culturelle
La production de fer eut une grande influence sur l'Afrique, du point de vue culturel et commercial, ainsi que sur les croyances et les rites, avec de grandes variations selon les régions. Une grande partie de l'influence culturelle exercée par le travail du fer se retrouve dans les pratiques contemporaines.
L'âge du fer a amplifié la révolution agricole, via l'utilisation d'outils en fer. Ces outils permirent une agriculture plus productive, plus efficace en la rendant possible à de plus larges échelles. Les hameçons, les pointes de flèche et les lances aidèrent à la chasse. Les armes en fer modifièrent aussi les guerres. Tout cela, plus la fabrication d'autres produits, stimula l'activité économique et contribua à l'émergence des chefferies et des États. Le contrôle de la production de fer était souvent le fait des métallurgistes eux-mêmes ou bien, dans les organisations humaines plus larges telles que les royaumes, se trouvait aux mains du « pouvoir central ».
La demande commerciale de fer a eu sans doute comme résultat la spécialisation des travailleurs du fer (forgerons, fondeurs…), qui ne maîtrisaient plus que quelques-unes des compétences nécessaires à tout le processus de production. Il est aussi possible que cela ait conduit à l'émergence de commerçants spécialisés dans le transport et le commerce du fer. Pour autant, toutes les régions ne bénéficièrent pas de la production du fer, certaines souffrirent de problèmes environnementaux causés par la déforestation massive liée à la production du charbon utilisé dans les fourneaux.

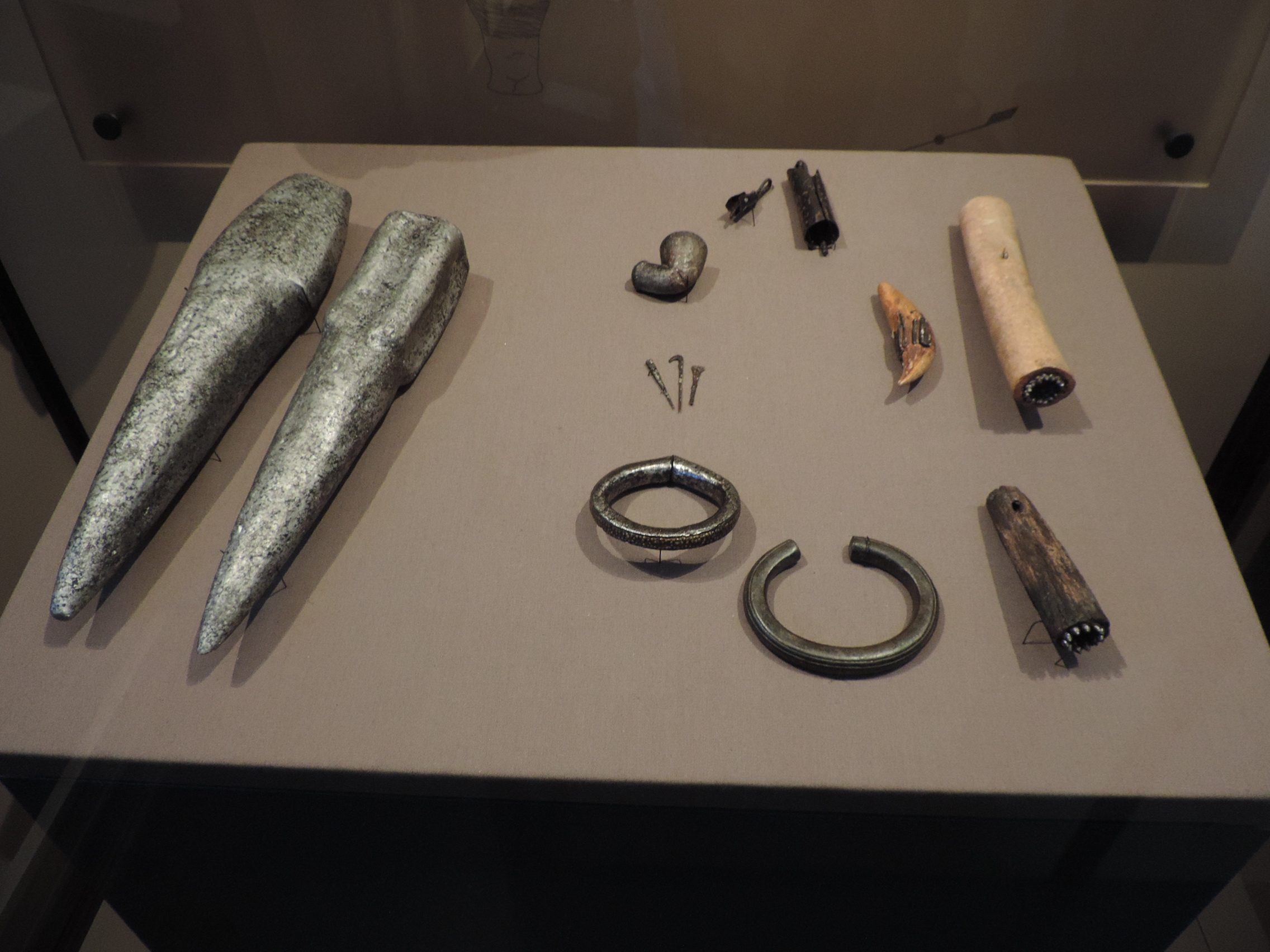
Enclumes en fer (à gauche) sur lesquelles reposait la tête du roi Cyilima II Rujugira (Musée royal de l'Afrique centrale).

Selon les cultures, les fondeurs et les forgerons se virent dotés de statuts sociaux variables. Certains furent considérés comme faisant partie des couches inférieures de la société, en relation avec l'aspect manuel de leur travail et leur proximité supposée avec la sorcellerie ; c'est le cas par exemple chez les Masaï et les Touareg. Dans d'autres cas les compétences étaient transmises d'une génération à l'autre et les travailleurs du fer bénéficiaient d'un statut social élevé ; ils étaient parfois même considérés comme des sorciers. Leur puissant savoir leur permettait de produire des objets que toute la communauté invoquait. Dans quelques communautés ils étaient considérés comme bénéficiant de pouvoirs surnaturels ce qui leur permettait d'être les chefs ou les rois de la communauté. Par exemple, une fouille de la tombe du roi Cyilima II Rugira (région des grands lacs en Afrique de l'Est), permit de trouver deux enclumes de fer placées sous sa tête, ce qui suggère leur importance. Dans quelques cultures, des mythes ont été construits autour du « premier forgeron », soulignant son importance divine.

### Rites
Les travaux en relation avec le fer sont souvent réalisés à l'écart de la communauté. Les métallurgistes deviennent experts en rituels destinés à favoriser la production et à écarter les mauvais esprits ; il s’agit de chants et de prières, d'usage de drogues et même de sacrifices. À leur mort ils sont habituellement déposés dans le fourneau lui-même ou enterrés à sa base. On trouve des exemples de ces pratiques dès l'âge du fer ancien en Tanzanie et au Rwanda,.
Quelques cultures associent des symboles sexuels au travail du fer. La fusion du fer est associée à la fertilité et à la reproduction, la production de la loupe de fer est comparée à la conception et à la naissance. Il existe beaucoup de tabous relatifs au processus de production, lequel est réalisé par les hommes à l'écart du village afin d'éviter que les femmes touchent les matériaux ou mettent en péril, par leur seule présence, le succès de l’opération. Les fours sont parfois ornés de manière à ressembler à une femme, mère de la floraison.